# Free as a Bird
〈Free as a Bird〉는 1977년 존 레논의 홈 데모곡으로 작곡하고, 녹음된 곡이다. 1995년, 폴 매카트니, 조지 해리슨, 링고 스타의 기여를 통합한 이 녹음의 스튜디오 버전이 비틀즈에 의해 싱글로 발매되었다. 밴드 해체 후 25년, 레논 사망 후 15년 만에 발매되었다. 이 곡은 영국 싱글 차트 2위, 스웨덴 3위, 미국 빌보드 핫 100에서 6위를 차지하며 전 세계에서 매우 성공적이었다. 또한 호주, 캐나다, 핀란드, 아일랜드, 네덜란드, 스페인에서 10위권 안에 들었고 벨기에와 노르웨이를 포함한 몇몇 다른 나라에서도 강력한 인기를 얻었다.
이 싱글은 《비틀즈 앤솔로지》 비디오 다큐멘터리와 밴드의 《Anthology 1》 컴필레이션 음반 홍보의 일환으로 발매되었다. 《앤솔로지》 프로젝트를 위해, 매카트니는 레논의 아내인 오노 요코에게 레논의 미공개 자료를 요청했고, 레논은 이 세 명의 전 비틀즈가 이바지할 수 있었다. 〈Free as a Bird〉는 매카트니, 해리슨, 스타가 추가 악보, 보컬, 편곡에 기여한 두 곡(〈Real Love〉와 함께) 중 하나이다. 해리슨의 음반 《Cloud Nine》에서 해리슨과 함께 활동한 일렉트릭 라이트 오케스트라의 제프 린은 트래블링 윌버리스의 멤버로서 이 레코드를 공동 프로듀싱해 달라는 요청을 받았다.